# 佐久間藤太郎
佐久間 藤太郎（さくま とうたろう、1900年《明治33年》8月13日 - 1976年《昭和51年》1月20日）は、栃木県芳賀郡益子町の益子焼の陶芸家である。
「自分の陶芸」を極めるために益子にやってきた濱田庄司と、益子で最初に親しくなり、濱田に師事し大いに影響を受けその協力者となり、そして民藝運動に大いに関わり、「民芸の町・益子」「陶芸の町・益子」が生まれるきっかけとなった人物である。
「佐久間窯」の2代目当主であり、現在は藤太郎の名を冠して「佐久間藤太郎窯」と称している。　

## 生涯

### 生い立ち
1900年（明治33年）8月13日、栃木県益子町の窯元「佐久間窯」初代当主である父・福次郎と母・とみ子の長男として生まれた。
父が益子焼の窯元「佐久間窯」の経営者であり母も家業の手伝いをしていたので、藤太郎は陶土や陶器に囲まれて育った。
生来大人しい性格であり、小学校の成績は「手工」が「乙」であったものの、他の教科は「甲」評価であり優等生であった。また、小学生の頃から仕事場に入っては陶土で遊び、父や他の陶工たちの轆轤を見、時には轆轤を回してみたものの、見ているよりも難しいと感じた事もあったという。
1913年（大正2年）3月に益子尋常小学校を卒業し、1915年（大正4年）3月には益子高等小学校を卒業。そして将来陶工となり家業を継ぐべく同年「益子町立陶器伝習所」（現在の「栃木県産業技術センター 窯業技術支援センター」）に入所した。
当時の伝習所は、家が製陶業を営んでいる伝習生は、家での実習が許されており、1918年（大正7年）3月に伝習所を卒業した頃には父・福次郎からの教えもあり陶工としての技術を一通り習得し、一人前の陶工となっていた。そして父の手伝いをしながら家業である陶器製作に励んだ。また父・福次郎は土瓶や行平鍋しか挽けない「小物師」であったが、藤太郎は擂鉢の大きさの器を挽くことが出来たため、文字通り父の右腕として良く働いた。
その一方で職人的に熟練され、均一化されていた益子焼の陶器商品の将来性に対して疑念と不満を抱き始めてもいた。
また、1919年（大正8年）には当時の規則に則り徴兵検査を受け合格し、宇都宮輜重隊に入隊。除隊後は陶工として家業に戻った。

### 濱田庄司と出会う
1924年（大正13年）、益子で自らの陶芸の仕事を成すべく濱田庄司が益子にやってきた。父・福次郎の修行先であった、佐久間窯の近所にある「折越窯」に、東京から“若いもん”が来て仕事をしている、という噂は瞬く間に近所に広まった。藤太郎も同じく部屋住みの陶工だった見目喜一郎と共に、すぐその若いもんを見に行った。そして濱田庄司の「変わった色のリボンを付けた本物のパナマ帽を被り、麻の洋服を着て、頑丈そうな外国製の靴を履いたハイカラな格好」を見て驚き、こんなハイカラな人が自分の焼き物を作るために益子にやってきた事を聞いて更に驚いた。
その後、藤太郎が毎日のように折越窯に行っては濱田の仕事を見るようになり、やがて打ち解けていろんな話をするようになり、藤太郎は佐久間家へ来るよう濱田を誘い、反対する父母に懇願し、了解を取り付け、佐久間家の座敷に濱田を招き、1ヶ月近く寝起きを共にすることになった。
藤太郎は濱田から様々な話を聞いた。東京や京都のこと、河井寛次郎や富本憲吉の陶芸に対する姿勢、柳宗悦が始めた「民藝運動」、そしていろんな外国や英国での出来事。これらの話は益子から外へ一歩も出たことがない藤太郎の心を打ち発奮させるには十分なものだった。
そして藤太郎は取り付かれたかのように濱田の作陶を真似始め、益子焼の陶器製品以外の「様々な陶器」を作陶していくようになった。そんな藤太郎に対して益子の人びとは最初は全く理解できず「濱田かぶれ」と蔑んでいた。そして父・福次郎もまた「轆轤の腕が鈍る」と「枠から外れていく息子」を歓迎せず激しく叱りつけ、濱田の作品を意識して藤太郎が挽いた陶器を壊したこともあった。そこで藤太郎は、昼間は他の陶工と同じ「益子焼の陶器製品」を作り、夜になってから自分の思うような民芸風の陶芸の勉強に励むようになっていった。
1925年（大正14年）1月、濱田が結婚し、その直後の同年2月、藤太郎も太田シヅと結婚した。そして濱田は佐久間家を出て益子の道祖土にあった大塚清行宅に間借りしながら佐久間窯へ通い作陶を行っていた。
既にこの頃の濱田は新進気鋭の陶芸家として一躍全国的に有名になってきていたが、田舎である益子の人たちは知らなかったし信じなかった。やがて東京から偉い人たちが濱田を訪ねて益子にやってくるようになり、栃木県知事も益子にやってきたり、またこの時期に宇都宮の旅団長をしていた李王垠の妃である李方子が陶芸を嗜んでおり、その教授のために濱田が宇都宮に出向いたりするなどしているうちに、徐々に益子の人たちも濱田のことを信用し始め、そして尊敬されるようになっていった。始めは濱田を嫌っていた父・福次郎も、藤太郎と濱田の結びつきを感謝するようになっていった。こうして藤太郎と濱田との間に出来た繋がりは「民芸の町・益子」を生み出す契機となっていくことになる。

### 民芸陶芸家へ
濱田の影響を受けた藤太郎は、1924年（大正13年）には商工省工芸展覧会に入選し、1927年（昭和2年）には国画創作協会の工芸部で入選した。それまで濱田からの影響を訝しんでいた家族も喜んでくれるようになり、濱田も自省を促しながらも喜んでくれた。そして藤太郎自身の喜びも大きかった。
そして1928年（昭和3年）、藤太郎は東京の小石川：護国寺で初めての個展を開いた。多くの観覧者が来場し売上も上々となり成功を納めた。また同年、東陶会に入選しその会員となった。同会にいた濱田の師である板谷波山も藤太郎の入会を支持して歓迎し、波山を始めとした会員たちが益子を訪れ佐久間家を訪問した。また1929年（昭和4年）に田端：与楽寺で個展を開催したときには波山邸の近くだったので、波山から様々な支援を受けた。1930年（昭和5年）には神田淡路町の新井美術店で個展を開き、濱田や小野賢一郎からの推薦の言葉を貰った。
濱田の同志である柳宗悦も益子で藤太郎の窯をたびたび訪問し、藤太郎の人柄を愛し作品を褒め、藤太郎も柳を尊敬し、その民芸論に共感し、新たな民芸陶器の製作に意欲を燃やした。また、1930年（昭和5年）には同じく富本憲吉が益子の窯業の視察のため来益し、佐久間窯で絵付けをしていった。
1931年（昭和6年）、東伏見慈洽が学習院在学時代に綴った奈良の古寺の探訪記をまとめた『宝雲抄』が販売された時、その売上を全て奈良の古寺社に寄進することになり、法隆寺が団体接客用として使用する茶碗を、小野賢一郎からの依頼とその意匠に基づき藤太郎が製作し寄進した。またこの頃になると父・福次郎を始めとした佐久間家の人々や佐久間窯の陶工たちも、突然来訪してくる「お偉いさん」な来客たちへの対応に慣れ、訪問した来客たちも、佐久間家や陶工たち「益子の人々の純朴さ」を好ましく思うようになり、また「益子の陶工の技術力の高さ」に敬意を払いながら、互いに良好な関係を築くようになっていった。
そして1932年（昭和7年）には大阪毎日新聞社主催による「産業美術運動民芸品展覧会」に出品し「大毎東日賞」を受賞した。家族や友人たちも大いに喜び、京都にいた濱田や河井や柳たちも喜び、京都から寄せ書きのメッセージハガキが届いた。
1933年（昭和8年）12月16日、東京の銀座に民芸店である東京「たくみ」が開店した。藤太郎の作品も販売され、これまで道楽のものでしかなかった藤太郎の民芸陶器作品が「商品」となり、やがてその売上は佐久間窯製の日用陶器品を上回っていった。
1934年（昭和9年）5月、来日し濱田窯で作陶をするべく益子にやってきた濱田の盟友であるバーナード・リーチは藤太郎を紹介してもらい、たちまち2人は親しくなった。そしてリーチは濱田窯と佐久間窯で作陶をし、日本語が堪能なリーチは佐久間家の人々や佐久間窯の職人たちとも交流した。そして藤太郎もリーチから様々な作陶手法を学び、特に英国風のピッチャーやその独特な把手の付け方を学び研究し、その手法は後々まで藤太郎の得意な作陶技法の一つとなった。
1935年（昭和10年）、栃木県が神戸市で県の物産展を行った時に益子焼も陳列され、藤太郎も県庁の職員と共に神戸へ出向いた。展覧会が終わった後、藤太郎は京都の河井寛次郎の窯や陶磁器試験場、倉敷市の大原美術館、山陰・松江市の湯町や袖師の民窯、そして布志名の船木道忠の窯を訪ね、翌1936年（昭和11年）には仙台市で個展を開き、その足で仙台の堤焼乾馬窯や福島県の相馬焼の窯、会津本郷焼の窯、更に山形県の平清水焼の窯を巡り、民芸への見識を深めていった。

### 中国大陸での従軍
1937年（昭和12月）7月7日、盧溝橋事件に端を発した日中戦争により藤太郎は8月に召集され、10月3日に上海に上陸してから2年間、中国大陸で戦争に従軍した。
もともと胃腸が弱かった藤太郎は軍隊生活や戦闘に激しく苦しんだ。しかしこの中国大陸での経験が藤太郎にとって「陶工としての勉強」のまたとない機会となった。
中国大陸で目に止まるのは民芸的な陶器や家具、そして陶芸的な陶器や調度品、果ては農具にまで及び、また中国の窯元に巡り会った時には、戦闘で陶工たちが避難し誰もいなくなった窯元を一人覗きに行きとくと観察し、中国の伝統的な技法や仕事内容の研究や勉強に励んだ。そして中国大陸で出会った様々な事柄を写生して描き留めていった。そして軍用ハガキにも写生をしたため、家族へと送り続けていった。
一方の佐久間窯では2年間の当主不在はかなり痛手であったが、藤太郎が家族や職人たちにも民芸的な陶器製品を製作出来るよう指導していたのもあって、この時期をなんとか乗り切ることができた。
またこの時期に濱田は佐久間窯を訪ねては「息子さんは無事ですか？」「困ったことはないですか？」と様子を聞き励まし手伝いもしたので、父・福次郎は「息子が傾倒した濱田庄司とはこういう男なのか」とその人柄に激しく感銘を受けたという。
そして藤太郎は1939年（昭和14年）8月に復員し、益子に生還した。身体と心が疲れ果てていたが、中国大陸での知識の会得と、本業であり楽しみでもあった民芸陶器製作に心救われ、程なく日常に立ち返っていった。そしてこの年、益子陶器工業組合の理事となった。

### 躍進、戦争、戦後
1940年（昭和15年）、藤太郎は沖縄視察旅行に参加した。
1941年（昭和16年）、東京高島屋で個展を開いた。この年に太平洋戦争が勃発した。
1942年（昭和17年）、益子町町会議員選に立候補し当選した。
1943年（昭和18年）11月、父・福次郎が71歳で亡くなった。そして「佐久間窯」を継承した。またこの年に戦時統制令が益子焼にも適用され、芸術作家として濱田庄司、技術保存作家には木村一郎と藤太郎が認定され、この3人に対してのみ、陶土と薪の配給が行われた。
1944年（昭和19年）、藤太郎は益子町の壮年団長となった。また同年佐久間窯で棟方志功が皆川マスの絵付けを観て、その様子が写真に収められた。そして1945年（昭和20年）8月15日、終戦を迎えた。
戦後、藤太郎は東京や全国各地で個展を開きながら様々な民芸活動に従事した。1949年（昭和24年）には国画会会員となり、1951年（昭和26年）には栃木県陶磁器製土工業組合（現・益子焼協同組合）を設立し、専務理事に就任。1953年（昭和28年）には戦後新たに日本民芸協会栃木県支部を再編成し再出発し、藤太郎は理事と会計に就任、翌1954年（昭和29年）には日本民芸協会の全国大会を栃木県で開催した。藤太郎は名実共に、益子の、そして栃木県の民芸界の重鎮となっていった。
その一方で1953年（昭和28年）、佐久間窯の細工場の機械のベルトに巻き込まれ、天井の高さにまで釣り上げられてから落ちるという大事故に遭ってしまう。幸いにして釉薬をたっぷりと入れた大甕の中に落ちたので打ち身程度で済んだ。そして藤太郎はこの幸運を「死にはぐれた」と感謝し、その心境が拓くきっかけとなり、その作陶にも影響を与えていった。
1955年（昭和30年）には藤太郎による益子と益子焼の話と轆轤の実演を行いNHKでテレビ出演もした。
そして1959年（昭和34年）11月3日「文化の日」、栃木県文化功労賞を受賞し、栃木県文化功労者となった。

### 晩年
1963年（昭和38年）、佐久間窯を有限会社とし「(有)佐久間藤太郎」を設立。代表取締役となった。
1965年（昭和40年）、塚田泰三郎著『益子の窯と佐久間藤太郎』が刊行された。
1973年（昭和48年）11月3日、勲五等瑞宝章を受章した。藤太郎は「私の生涯でこれ以上の喜びはありません」「全て益子の人たちの支援があったればこそです」と語り、また「毎日2時間の作陶に打ち込めるのも、長年支えてくれた女房がいてくれたからこそです」と妻・シヅの内助の功を労った。

### 逝去
1976年（昭和51年）1月20日、濱田庄司に先立つこと2年前に胃癌のため宇都宮市の病院で逝去した。享年75。同年1月4日に入院するまで細工場で轆轤を回し、絵筆を振るっていたという。
当時、栃木県立美術館館長だった塚田泰三郎は「素朴で飾り気が無く、付き合えば付き合うほど味が出て来る人柄の持ち主であり、まさに益子焼そのものの人だった」と語った。また島岡達三は後日の下野新聞に、濱田庄司との思い出を盛り込んだ佐久間藤太郎への追悼文を贈った。
同日、従六位を追賜された。

### 逝去後
藤太郎の逝去後、4男である佐久間賢司が窯を継承し3代目となった。そして同時に窯元の名称を「佐久間藤太郎窯」と改称した。

## 家族
父は益子焼の陶工であり、益子焼の窯元「佐久間窯」を築窯しその初代当主であった佐久間福次郎。
長男の佐久間孝雄も陶芸家であり、栃木県窯業指導所と父・藤太郎と濱田庄司の師事を経て、沖縄や欧米の大学で研究や講師を勤め、備前焼・藤原健に師事した後信楽焼を研究し、美濃で「実相窯」を築窯した

。
四男の佐久間賢司、その長男で藤太郎の孫である佐久間藤也もそれぞれ益子焼の陶芸家であり、賢司は佐久間藤太郎窯3代目当主、藤也は佐久間藤太郎窯4代目当主である。

## 弟子
- 大島忠一郎[61]
- 大塚健一：健一窯
- 小谷野雅雄（号・陶雅）[62][63]
- 白石篤[62][64]

### 作品掲載文献
- 河野惠美子（監修）『ゼロから分かる！やきもの入門』株式会社 世界文化社、2017年7月1日、122頁。ISBN 9784418172221。
- 佐々木幹雄,齋藤正憲 編『やきもの つくる・うごく・つかう』株式会社近代文藝社、2018年5月20日、53頁。ISBN 9784773380491。

### 栃木県大百科事典
- 栃木県大百科事典刊行会 編『栃木県大百科事典』下野新聞社、1980年6月8日。 NCID BN01648956。国立国会図書館サーチ：R100000002-I000001497900, R100000001-I19111009210186181, R100000001-I05111005010090963, R100000074-I000250661, R100000001-I27210080088421, R100000001-I40111100100245, R100000001-I35115010125679。
  - 『栃木県大百科事典』「さくまとうたろう 佐久間藤太郎」P303 - 国立国会図書館デジタルコレクション：「国会図書館デジタルコレクション 個人向けデジタル化資料送信サービス」で閲覧可。

## 関連文献
- 佐久間藤太郎,益子町文化のまちづくり実行委員会 著、益子町文化のまちづくり実行委員会,横尾聡,上田友美 編『佐久間藤太郎展 民藝益子を築いたもう一人の陶芸家』益子町文化のまちづくり実行委員会、2000年4月22日、52頁。